# Oscar Orefici
Oscar Orefici (Roma, 13 luglio 1946 – Roma, 26 ottobre 2014) è stato un giornalista, scrittore, autore televisivo e cinematografico italiano.

## Biografia
Nel 1978 ha scritto il documentario Formula 1 - La febbre della velocità e nel 1980 ha diretto il film Pole Position - I guerrieri della Formula 1.
Ha scritto vari libri sull'automobilismo, tra cui Storia della Formula 1 in collaborazione con Luca Argentieri (1987), Enzo Ferrari, l'ingegnere rampante (1988) e Ferrari. Romanzo di una vita (2007).
Negli anni Settanta fu responsabile del settimanale Martedì Sport. In seguito lavorò in Rai e a La Gazzetta dello Sport. Dal 1985 iniziò la collaborazione con la Fininvest, occupandosi di Grand Prix, storico programma di motori, e della Formula 1 sulle emittenti Italia 1 e Tele Capodistria.
Ha lavorato a Sky Sport dalla fondazione di Sky Italia, nel 2003. Opinionista per la Formula 1, per Sky ha anche realizzato numerosi documentari a tema motoristico; nel 2009 è stato il responsabile editoriale dell'emittente satellitare per la Formula 1.
Collaborò con la Fabbri Video e con altre case di prodotti home video per vari documentari sportivi, in primis sulla Formula 1.